# Gianluca Pagliuca
Gianluca Pagliuca (Bologna, 18 december 1966) is een voormalige Italiaanse doelman die momenteel bij Sky Italia werkzaam is als commentator.

## Clubcarrière
Pagliuca doorliep de jeugdopleiding van Bologna, de club uit zijn geboortestad. In de Serie A verdedigde hij het doel van Sampdoria, Internazionale, Bologna (het seizoen 2005-2006 echter in de Serie B) en Ascoli. Met 592 wedstrijden is hij nog altijd de doelman met het op een na meeste aantal wedstrijden in de Serie A achter zijn naam achter Gianluigi Buffon. Ook Paolo Maldini speelde meer wedstrijden (namelijk 646) op het hoogste Italiaanse niveau.

## Interlandcarrière
Pagliuca speelde ook voor het Italiaans elftal en maakte zijn debuut op 16 juni 1991 in de vriendschappelijke wedstrijd tegen de Sovjet-Unie (1-1), toen hij Walter Zenga in de rust verving. Hij nam onder andere deel aan het WK 1994 in de Verenigde Staten. In de groepswedstrijd tegen Noorwegen maakte hij hands buiten het strafschopgebied. Hierdoor werd hij de eerste doelman die ooit op een WK van het veld gestuurd werd. Pagliuca speelde in totaal 39 interlands. Hij stopte na het WK voetbal 1998 in Frankrijk.
Pagliuca vertegenwoordigde zijn vaderland eveneens op de Olympische Spelen 1996 in Atlanta, waar de Italiaanse olympische selectie onder leiding van bondscoach Cesare Maldini al in de groepsronde werd uitgeschakeld. Hij was een van de drie dispensatiespelers in de selectie, naast Massimo Crippa en Marco Branca.

## Erelijst

#### Sampdoria
- Serie A: 1990/91
- Coppa Italia: 1987/88, 1988/89, 1993/94
- Supercoppa Italia: 1991
- Europacup II: 1989/90

#### Internazionale
- UEFA Cup: 1997/98

#### Italië
- WK 1990: derde plaats
- WK 1994: tweede plaats
- WK 1998: kwartfinale